# تينداي ندورو
تينداي ندورو (بالإنجليزية: Tendai Ndoro) (مواليد 15 مايو 1985) هو لاعب كرة قدم زيمبابوي. لعب لصالح أياكس كيب تاون الجنوب أفريقي ولعب سابقاً في نادي الفيصلي السعودي، كما يلعب مع منتخب زيمبابوي كمهاجم.

## روابط خارجية
- تينداي ندورو على موقع قاعدة بيانات كرة القدم.إي يو (الإنجليزية)
- تينداي ندورو على موقع ناشيونال فوتبول تيمز (الإنجليزية)
- تينداي ندورو على موقع Soccerway.com (الإنجليزية)